# Alessandro Biagi

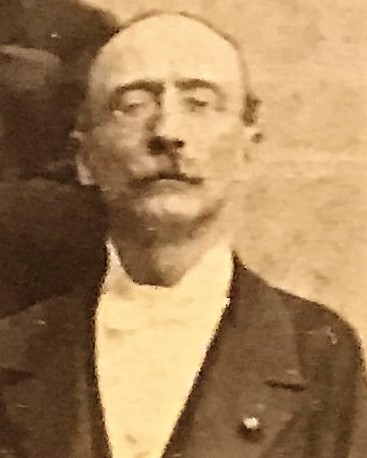

Alessandro Biagi (Firenze, 20 gennaio 1819 – Firenze, 28 febbraio 1884) è stato un pianista e compositore italiano.

## Biografia
Alessandro Biagi nacque a Firenze il 20 gennaio 1819 da Leopoldo Biagi, spedizioniere fiorentino e da Leopolda Corsi, ultimo di quattro figli (prima di lui Lodovico, Alamanno e Antonio). Iniziò gli studi di pianoforte a dieci anni sotto la guida del fratello maggiore Lodovico, futuro medico chirurgo con passione per la musica. Nel 1830, si iscrisse all'Accademia delle Belle Arti di Firenze, dove proseguì gli studi di Pianoforte con Geremia Sbolci e con Antonio Palafuti e quelli di armonia, contrappunto e composizione con Andrea Nencini, conseguendo in ambedue le scuole i pieni voti.
Nel 1829 ottenne la prima medaglia nel concorso di pianoforte e nel 1836 lo stesso premio gli fu accordato per quello di contrappunto. Durante il periodo accademico Biagi cominciò a farsi notare e le sue composizioni per piano e per canto divennero sempre più apprezzate da pubblico e critica nelle manifestazioni musicali fiorentine. Nel 1839 si esibì al pianoforte con grande successo di pubblico in una accademia vocale e strumentale tenutasi al Teatro Standish, serata che vide i fiorentini in delirio per il grande violinista e compositore genovese Camillo Sivori, allievo ed amico di Paganini. Nell'ottobre del 1843 in una accademia organizzata nella Sala della Società Filarmonica Fiorentina suonò per un quartetto vocale e coro “sopra l’intonazione ecclesiastica del quinto Tuono” insieme ad altri musicisti una bella composizione che, come ricordava il Casamorata, portava ad epigrafe le parole “in cymbalis bene sonantibus laudate Deum” dal salmo di David. Nel 1854 Biagi si propose all'attenzione del pubblico come Maestro Concertatore in una edizione di Ernani al Teatro Pagliano di Firenze. Ritiratosi il Palafuti, Alessandro Biagi venne nominato a succedergli quale Maestro della Scuola di Pianoforte (Decreto Granducale del 30 Dicembre 1855); contemporaneamente l'Accademia Musicale lo eleggeva a Professore nella Classe degli Strumentisti, per poi promuoverlo l’anno successivo, per la precisione il 3 Settembre 1856, a Maestro di Cappella; con Decreto governativo del 15 Marzo 1860, allorquando l’Accademia Musicale divenne Istituto Regio Musicale di Firenze, il Biagi, confermato Maestro di Pianoforte, entrò di diritto a far parte del Collegio di detto Istituto in qualità di Accademico Residente. Compositore originale e rigoroso al tempo stesso scrisse molta musica per pianoforte e per canto, la maggior parte pubblicata dalla casa Ricordi di Milano.
Fu molto attivo nel sostenere la cultura musicale nella sua città. Si diede alacremente da fare nei primi mesi del 1858 per “costituire una società a fine di dare nel corso dell’anno parecchi concerti grandi e piccoli per la massima parte di musica classica”.

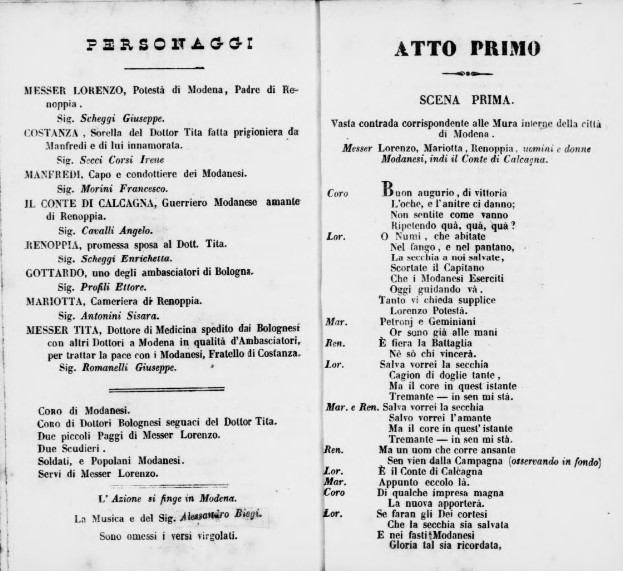
Libretto I Petronj e Geminiani

Per il teatro compose e fece rappresentare diverse opere, prima fra tutte I Petronj e Geminiani, dramma eroicomico in due atti su libretto di Angelo Anelli. Un errore di stampa sulla prima edizione del libretto ne fece attribuire la paternità al fratello direttore d’orchestra Alamanno, tanto che si dovette ricorrere ad apporre successivamente una correzione che ne restituisse correttamente la paternità (il fratello Alamanno ne diresse invece la prima rappresentazione che si tenne al Teatro della Pergola il 15 settembre 1840). Sempre nel 1840 fu il momento della Secchia rapita del Tassoni. Bisognerà attendere 14 anni per vedere la terza opera di Biagi, il Consalvo di Cordova rappresentato durante il Carnevale 1854-55 al Teatro Leopoldo e accolta molto bene dal pubblico. Su libretto del Micciarelli, scrisse intorno al 1860 un melodramma comico in tre atti dal titolo Beniamino il Sarto, opera che rimase nel cassetto fino all'autunno del 1883 quando, opportunamente rimaneggiata dal Biagi, venne rappresentata in prima assoluta al Teatro Niccolini il 7 novembre con il titolo Una Congiura.
Rimasero invece ineseguiti due Oratori, Eleazzaro (o I Maccabei) e Ruth. Il secondo restò anche inedito mentre del primo si ha notizia del libretto di G. Maggio, stampato a Firenze da LeMonnier nel 1848.
Anche nel campo della musica sacra il Biagi riscosse consensi scrivendo composizioni ammirate da più di un critico, per le quali gli vennero riconosciute originalità ed al tempo stesso una rigorosa tecnica contrappuntistica.
Degni di menzione in particolare un Cantico di Zaccaria per 4 voci coro ed orchestra, che vinse la medaglia d'oro al concorso accademico del 1858 dell'Accademia fiorentina ed un Pater Noster sui versi di Dante, per soprano, coro e orchestra eseguito dalla Società per la musica classica alle feste dantesche (1865).
La bontà del suo metodo d'insegnamento, sia per la tecnica che per gli aspetti estetici e artistici, venne riconosciuta non solo dagli organi accademici ma anche dai suoi stessi allievi. Alla scuola di Biagi si formò un nutrito numero di ottimi maestri di Pianoforte e compositori fra i quali particolare menzione meritano Carlo Tiesset e Carlo Taddeucci. Il primo pianista e scrittore, si esibì a Firenze con successo ed emigrò presto negli Stati Uniti dove insegnò pianoforte al Conservatorio di Chicago. Tornò in Europa, a Newcastle, dove si stabilì esibendosi con successo in diversi teatri inglesi. Tiesset scrisse per diversi giornali musicali, fu socio onorario dell’accademia di Santa Cecilia, della Filarmonica di Bologna e della stessa Accademia fiorentina. Il Taddeucci prolifico compositore, la cui opera più importante Armida andò in scena nel 1868 al Teatro della Pergola di Firenze destando “addirittura fanatismo”, si affermò presto nel panorama musicale toscano ma morì giovanissimo all'età di 28 anni.
Alessandro Biagi ricevette una duplice decorazione, quella dell'Ordine della Corona d'Italia e quella di Nisciam al Iftikar, un ordine cavalleresco tunisino fondato nel 1835 da Al-Mustafa ibn Mahmud, Bey di Tunisia; fu per vari anni Presidente della Sezione dei Sussidi e Socio Protettore della Società di Mutuo Soccorso fra i Musicisti, nonché Socio Onorario della Società Filarmonica di Firenze.
Insieme a Kraus, Babuscio e Luchini tenne il drappo della bara del pianista Adolfo Fumagalli che era approdato a Firenze sul finire della sua brevissima vita e con gli accademici di quella città aveva stretto un forte legame.
Fu apprezzato anche a Corte. Nel 1868 ricevette da S.A.R. il principe ereditario Umberto I una spilla di brillanti, in segno di soddisfazione, per un magnifico duo da camera dedicato a S.A.R la principessa Margherita di Savoia.
Alessandro Biagi, insieme ad un gruppo composto dai migliori pianisti italiani del momento (Beniamino Cesi, Eugenio Pirani, Costantino Palumbo, Giovanni Sgambati, Francesco Simonetti, Gustavo Tofano), partecipò ad un avvenimento unico nel suo genere, ovvero ad una serie di tre concerti storici realizzati nel maggio del 1876 al Teatro della Pergola per la commemorazione dell’inventore del pianoforte Bartolomeo Cristofari.
I pianisti si alternarono nell'esecuzione di un lungo programma di pezzi, per lo più solistici, ripercorrendo le varie epoche della letteratura pianistica. Biagi si esibì con brani di Händel e Scarlatti al clavicembalo e su uno dei primi pianoforti costruiti dal Cristofari, “mostrando una sensibilità verso il suono originario e anticipando così le ricerche sulle prassi esecutive antiche e sugli strumenti d’epoca”.
Morì il 28 febbraio 1884 a Firenze.
“Assai rimpianta fu la perdita che l'Accademia nostra sofferse nel Cav. M° Alessandro Biagi, mancato ai vivi in Firenze il dì 28 Febbraio 1884 dopo lungo ed aspro malore cardiaco. Lasciò larga eredità di affetti in tutti coloro che lo conobbero, e poterono apprezzare la bontà eminente, il candore dell'animo suo” così dichiarò il segretario Emilio Cianchi nell'elogio funebre pronunciato il 22 febbraio 1885 davanti all'assemblea dell’Accademia del Regio Istituto Musicale, presenti fra gli altri T.Mabellini, G.Ceccherini, G.Giovacchini e G.Kraus.

## Opere

### Opere teatrali
- I Petroni e i Geminiani,  Teatro La pergola, 1840
- La secchia rapita, Teatro La pergola, 1840
- Gonzalvo di Cordova, Teatro Leopoldo, 1854
- Beniamino il sarto (Una congiura), Teatro Niccolini, 1883
- Eleazaro (o I Maccabei), ineseguita
- Ruth, inedita ed ineseguita

### Composizioni con data
- Sinfonia ridotta per pianoforte a 4 mani, Milano, Gio. Ricordi, 1839
- Variazioni brillanti per pianoforte sopra un tema di Bellini ,Firenze,1840
- Cinque valzer e coda per pianoforte, Firenze, Ferdinando Lorenzi 1844
- Tributo di dolore sulla tomba della nobil donzella Marianna Masetti, poesia del sig. Tommaso Corsi, Firenze, G. Lorenzi,1845
- La giunchiglia: fantasia sullo Stabat di Rossini, dedicato all'ill.mo sig.re m.se P. Azzolino, Firenze, G.G.Guidi, 1850
- Fantasia per piano-forte sopra motivi dell'opera Macbeth del M.o Verdi - Op. 7, Milano, F. Lucca, 1852
- Il Trovatore del sig. maestro Giuseppe Verdi, fantasia per piano-forte, op. 8 Firenze, G.Passerai, 1853
- La quiete di Caprera, fantasia per pianoforte, Milano, Tito di Gio. Ricordi, 1866
- Don Carlo di Verdi: canzone del velo - liberamente trascritta per pianoforte, Milano, Ricordi, 1867

### Composizioni senza data
- Bellosguardo, valzer per il pianoforte-opera settima Firenze, G.Passerai
- Sulle rive dell’Arno, cantata a sei voci con cori
- Cinque Valzer e coda, composti e strumentati a Grande Orchestra
- Condoglianza: pensiero elegiaco per pianoforte, Firenze, G.Venturini
- Il Dardo e la Canzone. Poesia di Longfellow (traduzione dall'Inglese di Lodovico Biagi)
- Duetto per soprano e tenore con accomp.to di pianoforte e flauto, strofe di Prati,Firenze, G.Venturini
- La Fioraia di Montenero: arietta in chiave di sol con accompagnamento di pianoforte, parole di G. Torre, Milano, Ricordi
- Good bye, melodia per pianoforte - Op. 10 Firenze, G.Lorenzi
- Gran valzer di concerto per pianoforte
- Un lampo d'allegrezza, scherzo per piano, Milano, Gio. Canti
- Il Natalizio, Bagatella per pianoforte - Op. 17,Firenze, Berletti
- La prima rosa, gran studio fantasia per piano-forte - op. 12 Firenze: F. Lorenzi
- Quiete e sdegno: capriccio per pianoforte: Op. 14, Firenze, G.G. Guidi
- Il riso, canzonetta per canto e pianoforte, Firenze, Brizzi e Nicolai
- Variazioni per pianoforte sopra la Polacca del Nuovo Mosé di Rossini - op. 1, Firenze, P. Moselli